# Washington Luis Régis da Silva
Washington Luis Régis da Silva (* 11. März 1954 in Manaus) ist ein brasilianischer Unternehmer und Kommunalpolitiker.

## Werdegang
Régis ist Mitglied des PMDB. Bei den Kommunalwahlen in Brasilien 2012 wurde er zum Präfekten der Stadt Manacapuru gewählt. Seine Amtszeit dauerte vom 1. Januar 2013 bis 31. Dezember 2016.